# 長友恵子
長友 恵子（ながとも けいこ）は、児童文学翻訳家。

## 人物
北海道網走郡美幌町生まれ。ボストン大学経営大学院修了。2004年『中世の城日誌』岩波書店にて産経児童出版文化賞JR賞を受賞。「紙芝居文化の会」運営委員。JBBY（日本国際児童図書評議会）会員。やまねこ翻訳クラブ会員。

## 文学賞受賞歴・候補歴等
- 2003年『海賊日誌：少年ジェイク 帆船に乗る』岩波書店 - 厚生労働省推薦図書
- 2003年『中世の城日記：少年トビアス 小姓になる』岩波書店 - 第51回産経児童出版文化賞JR賞[2]
- 2004年『ドラゴンだいかんげい？』徳間書店 - 日本絵本賞候補作
- 2014年『おうちにいれちゃだめ！』フレーベル館 - 第26回読書感想画中央コンクール指定図書[4]
- 2016年『あなのなかには…』フレーベル館 - 第28回読書感想画中央コンクール指定図書[5]
- 2023年『ブックキャット　ネコのないしょの仕事！』徳間書店 – 第35回読書感想画中央コンクール指定図書[6]
- 2024年『こっちにおいでよ、ちびトラ』徳間書店 - 第36回読書感想画中央コンクール指定図書、[7] こども家庭庁児童福祉文化財令和6年推薦作品[8]
- 2024年『せんそうがおわるまで、あと2分』合同出版 - こども家庭庁児童福祉文化財令和6年度推薦作品[9]

## 主な翻訳リスト

### 絵本
- 2000年『おおきな、お・お・き・いテックス』クレール・マシュレル 文、わきやまはなこ 絵、岩波書店、ISBN 978-4579403998
- 2003年『海賊日誌：少年ジェイク 帆船に乗る』リチャード・プラット 文、クリス・リデル 絵、岩波書店、ISBN 978-4001108668、…厚生労働省推薦図書
- 2003年『中世の城日記：少年トビアス 小姓になる』リチャード・プラット 文、クリス・リデル 絵、岩波書店、ISBN 978-4001108675、…第51回産経児童出版文化賞JR賞
- 2004年『星の王子さま』ジグソーパズル・ブック、サン・テグジュペリ 作、岩波書店、ISBN 978-4002200064
- 2004年『ドラゴンだいかんげい？』デイヴィッド・ラロシェル 文、脇山華子 絵、徳間書店、ISBN 978-4198619527、…日本絵本賞候補作
- 2009年『ブタさんカバさんふたりはなかよし』シェーン・ロディ 作、サリー・アン・ランバート 絵、PHP研究所、ISBN 978-4569689326
- 2011年『ゆうかんなうし　クランシー』ラチー・ヒューム 作、小学館、ISBN 978-4097263203
- 2013年『ミミちゃん どーこだっ？なつやすみ』キャサリン・ロッジ 作、文化出版局、ISBN 978-4579404551
- 2013年『ミミちゃん どーこだっ？まちへおでかけ』キャサリン・ロッジ 作、文化出版局、ISBN 978-4579404575
- 2013年『ともだちはすんごくすんごくおっきなきょうりゅうくん』リチャード・バーン 作、文化出版局、ISBN 978-4579404612
- 2013年『おうちにいれちゃだめ！』ケヴィン・ルイス 作、ディヴィッド・エルコリーニ 絵、フレーベル館、ISBN 978-4577041185、…第26回読書感想画中央コンクール指定
- 2014年『オオカミさん、いまなんじ？』デビ・グリオリ 作・絵、鈴木出版、ISBN 978-4790252788
- 2016年『あなのなかには…』レベッカ・コッブ 作・絵、フレーベル館、ISBN 978-4577044063、…第28回読書感想画中央コンクール指定図書
- 2019年『グレース・ホッパー：プログラミングの女王』ローリー・ウォールマーク 文、ケイティ・ウー 絵、岩崎書店、ISBN 978-4265851287
- 2020年『せんそうがやってきた日』ニコラ・デイビス／作、レベッカ・コッブ／絵、鈴木出版、ISBN 978-4790254072
- 2021年『ビアトリクス・ポターの物語 -キノコの研究からピーターラビットの世界へ』 リンゼイ・H・メトカーフ/著、ジュンイ・ウー/絵、西村書店、ISBN 978-4867060278
- 2021年『メリークリスマス！えほんで楽しむアドベントカレンダー』ひさかたチャイルド、ISBN 978-4865492705
- 2022年『メリークリスマス！せかいのめいさくえほん★アドベントカレンダー』ハンス・クリスチャン・アンデルセン作＆その他、ひさかたチャイルド、ISBN 978-4865492705
- 2023年『せんそうがおわるまで、あと2分』ジャック・ゴールドスティン作、合同出版、ISBN 978-4-7726-1528-0、 …こども家庭庁児童福祉文化財令和6年度推薦作品
- 2023年『One Worldたったひとつの地球』二コラ・デイビス作、ジェニ・デズモンド絵、フレーベル館、ISBN 978-4577051177
- 2023年『まんげつのよるのやくそく』エリック・ローマン作、朔北社、ISBN 978-4860851439
- 2024年『リトル・マーメイド』サラ・ギブ作、文化出版局、ISBN 978-4579404995
- 2024年『メリークリスマス！せかいのめいさくえほん★アドベントカレンダー（ブルーバージョン）』ハンス・クリスチャン・アンデルセン作＆その他、ひさかたチャイルド、ISBN 978-4865493108
- 2024年『こっちにおいでよ、ちびトラ』キルステン・ハバード作、スーザン・ギャル絵、徳間書店、ISBN 978-4198658120、 …第36回読書感想画中央コンクール指定図書、こども家庭庁児童福祉文化財令和6年推薦作品

### 児童書
- 2006年『ひとりぼっちのねこ』ロザリンド・ウェルチャー 作、徳間書店、ISBN 978-4198622114
- 2009年『ピーターと象と魔術師』ケイト・ディカミロ 作、岩波書店、ISBN 978-4001156355
- 2020年『Peter Rabbit : Christmas is Coming（ピーターラビットのクリスマス － 25の物語のアドベント）』レイチェル・ボーデン 文、文化出版局、ISBN 978-4579404841
- 2021年『ヤーガの走る家』ソフィー・アンダーソン 作、小学館、ISBN 978-4092906365
- 2022年『不思議の国のアリス Alice's Adventures in WONDERLAND』 ルイス・キャロル 作、クリス・リデル 絵、文化出版局、ISBN 978-4579404896
- 2022年『本おじさんのまちかど図書館 (ものがたりの庭)』ウマ・クリシュナズワミー 作、フレーベル館、ISBN 978-4577050583
- 2023年『ブックキャット　ネコのないしょの仕事！』ポリー・フェイバー作、クララ・ヴリアミー絵、徳間書店、ISBN 978-4198655969
- 2024年『雪娘のアリアナ』ソフィー・アンダーソン作、メリッサ・カストリヨン絵、小学館、ISBN 978-4092906778

### ヤングアダルト
- 2000年『生命の炎は高くー癌に生きる少年たち』マーク・シュライバー 作、偕成社、ISBN 978-4039730206
- 2007年『ボーイ・キルズ・マン』マット・ワイマン 作、鈴木出版、ISBN 978-4790231684
- 2017年『レイミー・ナイチンゲール』ケイト・ディカミロ 作、岩波書店、ISBN 978-4001160086
- 2020年『ぼくだけのぶちまけ日記』スーザン・ニールセン 作、岩波書店（STAMP BOOKS）、ISBN 978-4-00-116422-0
- 2022年『住所、不定』スーザン・ニールセン 作、岩波書店（STAMP BOOKS）、ISBN 978-4001164244
- 2024年『僕たちは星屑でできている』マンジ―ト・マン作、岩波書店（STAMP BOOKS）、 ISBN 978-4001164268